# Jiang Dahai
 (février 2017).
Jiang Dahai (chinois simplifié : 江大海 ; pinyin : jiāng dà hǎi) est un peintre d’art abstrait d’origine chinoise, né en 1946 à Nankin en Chine, et naturalisé français en 1991. 
En octobre 2016, le Musée national des arts asiatiques - Guimet inaugure une exposition consacrée à Jiang Dahai dans la rotonde du troisième étage.

## Biographie

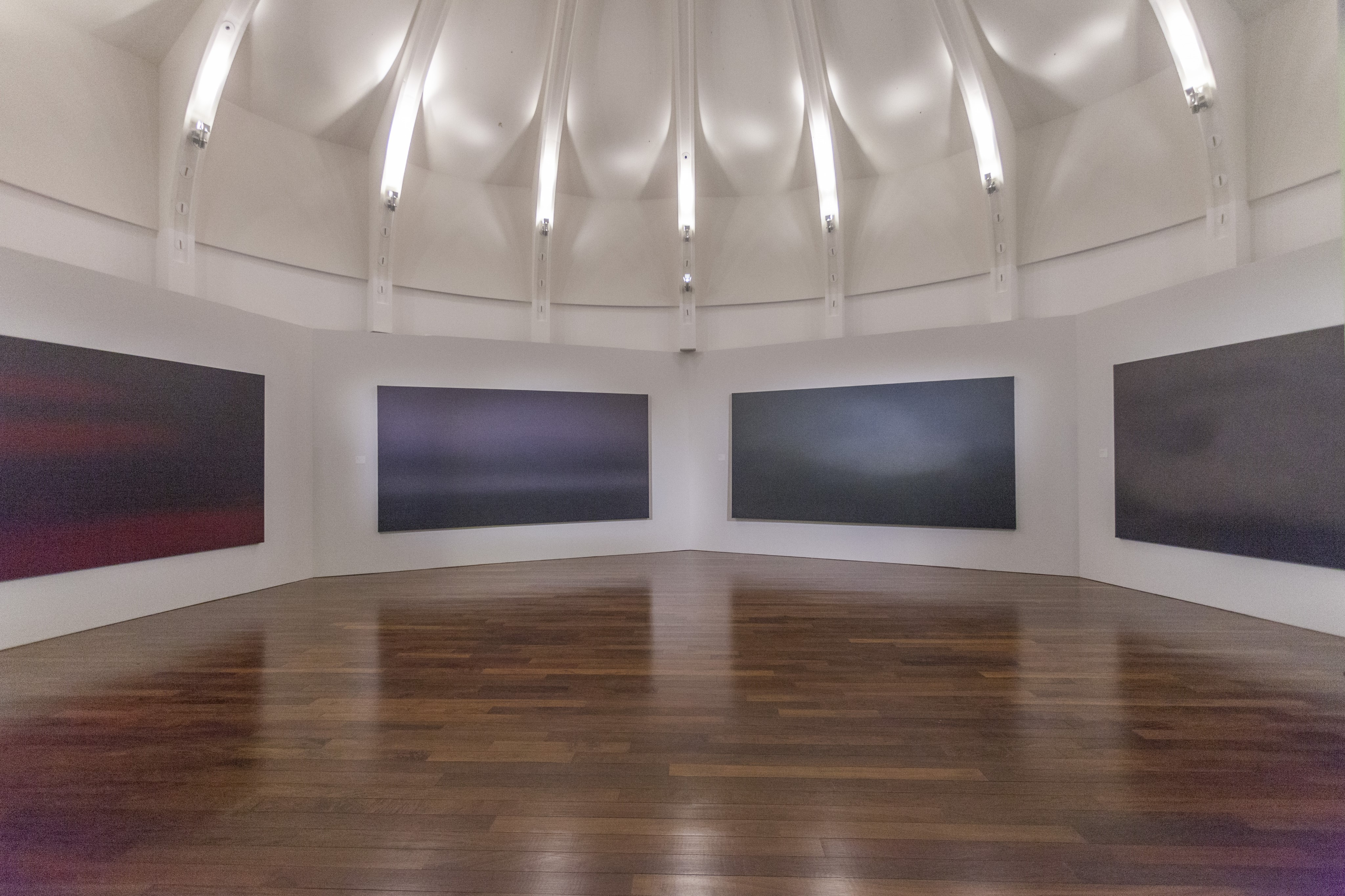
Vue de l'exposition Carte blanche à Jiang Dahai au musée Guimet, 2016

Né le 4 décembre 1946 dans une famille lettrée de Nanjing, Jiang Dahai a été très tôt imprégné par la culture lettrée chinoise. Son grand-père Jiang Fengming (chinois simplifié : 江凤鸣) était calligraphe d’une grande renommée à la fin de la dynastie des Qing. Très jeune, Jiang Dahai commence ses études artistiques, notamment la peinture classique chinoise et la calligraphie. Depuis 1962, il s’est formé au lycée adjoint à l’Académie centrale des beaux-arts de Beijing. Après dix ans de rupture de la grande Révolution culturelle, il reprend ses études dans la section de la peinture à l’huile à l’Académie centrale, où il est retourné enseigner en 2007. Il se rend à Paris en 1986 pour parfaire ses études à l’École nationale supérieure des beaux-arts, dans l’atelier de Pierre Caron et Abraham Pincas. Après deux ans de séjour dans la cité des arts, il s’installe dans un atelier que le gouvernement français lui a attribué un atelier dans le quartier de Saint Marcel aux Gobelins à Paris.

## Œuvre
La rencontre avec un autre univers culturel favorise un retour critique sur sa propre tradition. Sa pratique picturale est à la fois liée aux paysages de la peinture classique chinoise comme à celle de l'abstraction occidentale, mais dans une inflexion minimaliste et monochrome.
Jiang Dahai élabore patiemment une forme d’abstraction dont l’exigence formelle et spirituelle le conduit vers des propositions plastiques toujours plus épurées, sans que la nature soit pour autant reniée.

## Expositions

### Expositions personnelles
- 2016 : Carte blanche à Jiang Dahai, Musée Guimet, Paris, France
  - Exposition personnelle, The Mayor Gallery, Londres, Royaume-Uni
- 2015 : Exposition rétrospective de Jiang Dahai, Musée national de l'histoire de Taiwan, Taipei
- 2014 : Par-delà les nuages, Exposition dans le cadre du 50 anniversaire des relations diplomatiques franco-chinois, Yishu 8, Pékin, Chine
- 2013 : Vers une abstraction atmosphérique, Tina Keng Gallery, Taipei
- 2009 : Champs de cordes, Today Art Museum, Beijing, Chine
- 2005 : Vision subtile, Musée national des beaux-arts de Chine, Beijing, Chine, Exposition dans le cadre du 40e anniversaire des relations
- 2004 : Exposition personnelle à la Fondation Sophia Antipolis, Paris, France
  - Vision subtile, exposition dans le cadre du 40e anniversaire des relations diplomatiques franco-chinois, Musée des beaux-arts de Shanghai, Chine
- 1999 : Exposition personnelle à Chengpin Galerie, Taipei, Taïwan

### Expositions collectives
- 2016 : The Mayor Gallery, Art Basel, Suisse
- 2015 : Pearl Lam Gallery, Art Basel, Hong Kong
- 2011 : Giving and Receiving, CU Art Museum, Colorado, États-Unis
- 2008 : Exposition de l’art contemporain chinois, Musée de Ludwig Kolenz, Allemagne
- 2004 : Déclaration, Musée national de l'art contemporain, Séoul, Corée du Sud
- 2000 : 3e Biennale de Shanghai, Musée des beaux-arts de Shanghai, Shanghai, Chine
- 1994 : Asian Art Fair, la Galerie de France, Hong Kong, Chine
- 1990 : Centre Georges Pompidou, Paris